# Sphinx dolli
Sphinx dolli är en fjärilsart som beskrevs av Berthold Neumoegen 1881. Sphinx dolli ingår i släktet Sphinx och familjen svärmare. Inga underarter finns listade i Catalogue of Life.